# Autobahn Xinmin–Lubei
Die Autobahn Xinmin–Lubei oder Xinlu-Autobahn (chinesisch 新鲁高速公路, Pinyin Xīnlǔ gāosù gōnglù, englisch Xinlu Expressway), chin. Abk. G2511, ist eine im Bau befindliche regionale Autobahn in den Provinzen Liaoning und der Inneren Mongolei im Nordosten Chinas. Die 360 km lange Autobahn beginnt an der Liaozhong-Ringautobahn (G91) bei Xinmin, führt in nordwestlicher Richtung über Zhangwu und Tongliao nach Lubei im Jarud-Banner.